# ライオー
ライオーは、Jリーグ・AC長野パルセイロのマスコットキャラクター。

## 概要
ライオンをモチーフとしており、リンゴの花をあしらったネックレスを付けている。熱い闘志をストレートに燃やし、曲がった事が嫌いで正義感にあふれるが、日常では少しおっちょこちょいなところもある。また、姉である「パルル」、末っ子である「ライト」を含む3きょうだいのうちの一人でもある。その他、3人の先生でもある「パルパパ博士」も長野のマスコットである。
デザインは長野市出身の宮尾佳和が手がけた。
2015年11月23日にメインキャラクターのライオーが立体化。サポーターの前にお披露目された。

## プロフィール
- ライオー
  - 職業 : パルセイロ宣伝部員
  - 背番号 : 12
  - 好きな言葉 : 「チャレンジ」
  - 好きな食べ物 : そばとおやき
  - 趣味 : アメトイ集め・自転車
- パルル
  - 職業 : パルセイロレディース宣伝部員
  - 好きな言葉 : 「ネバーギブアップ」
  - 好きな食べ物 : スイーツと発酵食品
  - 趣味 : スイーツ店めぐり・山ガール
- ライト
  - 職業 : パルセイロジュニアチーム宣伝部員
  - 好きな言葉 : 「元気・勇気」
  - 好きな食べ物 : お肉全般
  - 趣味 : ゲーム・スラックライン
- パルパパ博士
  - 職業 : パルセイロサッカー博士
  - 好きな言葉 : 「タナボタ」「花より団子」
  - 好きな食べ物 : お酒の友全般
  - 趣味 : 盆栽いじり・ジャズ等の音楽鑑賞